# 원종초등학교
원종초등학교는 대한민국 경기도 부천시 오정구에 있는 공립 초등학교이다.

## 학교 연혁
- 1984.12.04 원종국민학교 설립인가
- 1985.11.04 원종국민학교 개교(18학급), 초대 주효식 교장 취임
- 1987.02.13 제1회 졸업(남 67명, 여 73명)
- 1991.08.15 대명국민학교 신설 분리, 80학급 편성
- 1994.12.12 도지정 자원인사 초빙 미술교육 시범학교 운영
- 1996.03.01 80학급 편성, 원종초등학교로 개명
- 1996.09.04 부천여월초등학교 신설분리, 67학급 편성
- 2001.03.01 까치울초등학교 신설분리, 63학급 편성
- 2004.09.01 제6대 김민호 교장 부임
- 2004.12.31 100대 교육과정 응모 교육인적자원부상 수상
- 2006.02.27 제20회 졸업(남 204명, 여 173명)
- 2006.03.01 52학급 편성
- 2006.09.01 제7대 문천희 교장 부임
- 2007.03.01 51학급 편성
- 2008.02.16 제22회 졸업(남 204명, 여 182명)
- 2008.03.01 50학급 편성
- 2009.02.19 제23회 졸업(남 177명, 여 148명)
- 2009.03.01 초등 48학급, 영재 2학급, 병설유치원 1학급 편성
- 2010.02.12 제24회 졸업(남161명, 여148명, 계309명)
- 2010.03.01 초등 46학급, 영재교실 2학급, 특수 1학급, 유치원 1학급 편성
- 2011.02.15 제25회 졸업(남 169명, 여 142명, 계311명)
- 2011.03.01 초등 42학급, 영재교실 2학급, 특수 1학급, 유치원 1학급 편성
- 2011.09.01 제8대 이정환 교장 부임
- 2012.02.14 제26회 졸업(남:149명, 여135명, 계284명)
- 2012.03.01 초등 40학급, 영재교실 2학급, 특수 1학급, 유치원 1학급 편성
- 2013.02.15 제27회 졸업(계244명)
- 2013.03.01 초등 38학급, 영재교실 1학급, 특수 2학급, 유치원 1학급 편성
- 2014.02.17 제28회 졸업(계227명)
- 2014.03.01 초등 36학급, 영재교실 1학급, 특수 1학급, 유치원 1학급 편성, 돌봄2학급
- 2015.02.13 제29회 졸업(계182명)
- 2015.03.01 초등 33학급, 특수 1학급, 유치원 1학급, 돌봄 3학급편성
- 2017.02.28. 내진 보강 공사, 석면 텍스 교체 공사 및 LED 등 교체, 중앙현관 및 유치원 바닥 교체 공사
- 2017.03.01 31학급, 특수1학급, 유치원1학급 편성
- 2017.09.10 2017 경기학교스포츠클럽 축제 축구부 우승
- 2025.11.04 개교 40주년